# Müchelholz, Müchelner Kalktäler und Hirschgrund bei Branderoda
Müchelholz, Müchelner Kalktäler und Hirschgrund bei Branderoda este o arie protejată (arie specială de conservare — SAC, sit de importanță comunitară — SCI) din Germania întinsă pe o suprafață de 294 ha, integral pe uscat.

## Localizare
Centrul sitului Müchelholz, Müchelner Kalktäler und Hirschgrund bei Branderoda este situat la coordonatele 51°15′35″N 11°48′34″E / 51.2597°N 11.8094°E.

## Înființare
Situl Müchelholz, Müchelner Kalktäler und Hirschgrund bei Branderoda a fost declarat sit de importanță comunitară în octombrie 2000 pentru a proteja 1 specie de plante și 5 specii de animale. Situl a fost protejat și ca arie specială de conservare în decembrie 2018.

## Biodiversitate
Situată în ecoregiunea continentală, aria protejată conține 8 habitate naturale: Pajiști carstice calcaroase sau bazofile, de Alysso-Sedion albi, Pajiști uscate seminaturale și facies de acoperire cu tufișuri pe substraturi calcaroase (Festuco-Brometalia) (* situri importante pentru orhidee), Pajiști uscate seminaturale și facies de acoperire cu tufișuri pe substraturi calcaroase (Festuco-Brometalia) (* situri importante pentru orhidee), Fânețe de joasă altitudine (Alopecurus pratensis, Sanguisorba officinalis), Grohotișuri medio-europene calcaroase, de la nivel colinar și montan, Păduri de fag Asperulo-Fagetum, Păduri de stejar și carpen Galio-Carpinetum, Păduri pe pante, grohotișuri și ravene de Tilio-Acerion.
La baza desemnării sitului se află mai multe specii protejate:
- plante (1): papucul doamnei (Cypripedium calceolus)
- mamifere (4): liliac cârn (Barbastella barbastellus), liliac cu urechi mari (Myotis bechsteinii), liliac comun (Myotis myotis), liliacul mic cu potcoavă (Rhinolophus hipposideros)
- nevertebrate (1): Osmoderma eremita Complex

Pe lângă speciile protejate, pe teritoriul sitului au mai fost identificate 13 specii de plante, 11 specii de mamifere, 1 specie de nevertebrate, 1 specie de reptile.